# Gurgaon
Gurgaon là một thành phố và là nơi đặt hội đồng đô thị (municipal council) của quận Gurgaon thuộc bang Haryana, Ấn Độ.

## Địa lý
Gurgaon có vị trí 28°28′B 77°02′Đ / 28,47°B 77,03°Đ Nó có độ cao trung bình là 220 mét (721 feet).

## Nhân khẩu
Theo điều tra dân số năm 2001 của Ấn Độ, Gurgaon có dân số 173.542 người. Phái nam chiếm 54% tổng số dân và phái nữ chiếm 46%. Gurgaon có tỷ lệ 77% biết đọc biết viết, cao hơn tỷ lệ trung bình toàn quốc là 59,5%: tỷ lệ cho phái nam là 81%, và tỷ lệ cho phái nữ là 73%. Tại Gurgaon, 13% dân số nhỏ hơn 6 tuổi.